# 1961 v športu
1961 v športu.

## Avto - moto šport
- Formula 1: Phil Hill, ZDA, Ferrari, je slavil z dvema zmagama in 34 točkami, konstruktorski naslov je šel prav tako v roke moštva Ferrari z osvojenimi 40 točkami
- 500 milj Indianapolisa: slavil je A.J. Foyt, ZDA, z bolidom Trevis/Offenhauser, za moštvo Bignotti-Bowes Racing[1]

## Kolesarstvo
- Tour de France 1961: Jacques Anquetil, Francija
- Giro d'Italia: Ercole Baldini, Italija

## Košarka
- Pokal evropskih prvakov: CSKA Moskva
- NBA: Boston Celtics slavijo s 4 proti 2 v zmagah nad Los Angeles Lakers[2]
- EP 1961: 1. Sovjetska zveza, 2. Jugoslavija, 3. Bolgarija[3]

## Nogomet
- Pokal državnih prvakov: SL Benfica je slavila s 3-2 proti Barceloni[4]

## Tenis
- Moški: 
  - Odprto prvenstvo Avstralije: Roy Emerson, Avstralija[5]
  - Odprto prvenstvo Anglije - Wimbledon: Rod Laver, Avstralija[6]
- Ženske: 
  - Odprto prvenstvo Avstralije: Margaret Court, Avstralija[7]
  - Odprto prvenstvo Anglije - Wimbledon: Angela Mortimer, Združeno kraljestvo[8]
- Davisov pokal: Avstralija slavi s 5-0 nad Italijo[9]

## Hokej na ledu
- NHL - Stanleyjev pokal: Chicago Black Hawks slavijo s 4 proti 2 v zmagah nad Detroit Red Wings
- SP 1961: 1. Kanada, 2. Češkoslovaška, 3. Sovjetska zveza[10]

## Rojstva
- 18. januar: Mark Messier, kanadski hokejist
- 21. januar: Cornelia Pröll, avstrijska alpska smučarka
- 23. januar: Timo Blomqvist, finski hokejist
- 24. januar: Christa »Kinsi« Kinshofer-Güthlein, nemška alpska smučarka
- 26. januar: Wayne Gretzky, kanadski hokejist
- 17. februar: Ariane Ehrat, švicarska alpska smučarka
- 22. februar: Rolf Thorsen, norveški veslač
- 27. februar: James Worthy, ameriški košarkar
- 11. marec: Dušan Lepša, slovenski hokejist
- 12. marec: Mustafa Bešić, bosansko-slovenski hokejist
- 18. marec: Heidi E. Preuss, ameriška alpska smučarka
- 21. marec: Lothar Matthäus, nemški nogometaš
- 30. marec: Maria Maricich, ameriška alpska smučarka
- 31. marec: Leon Gostiša, slovenski šahist
- 1. april: Regine Mösenlechner-Bittner, nemška alpska smučarka
- 20. april: Paolo Barilla, italijanski dirkač
- 21. april: Andrej Homutov, ruski hokejist
- 25. april: Miran Tepeš, slovenski smučarski skakalec
- 24. maj: Maria Rosa Quario, italijanska alpska smučarka
- 3. junij: Peter Glen Vidmar, ameriško-slovenski telovadec
- 18. junij: Ann Eva Margareta Melander, švedska alpska smučarka
- 26. junij: Greg LeMond, ameriški kolesar
- 1. julij: Carl Lewis, ameriški atlet
- 14. avgust: Miloslav Hořava, češki hokejist
- 24. avgust: Murajica Pajič, slovenski hokejist
- 2. september: Carlos »El Pibe« Valderrama, kolumbijski nogometaš
- 9. september: Matjaž Kek, slovenski nogometaš in trener
- 23. oktober: Andoni Zubizarreta, španski nogometaš
- 12. november: Nadia Comăneci, romunska gimnastičarka
- 20. november: Petra Wenzel, lihtenštajnska alpska smučarka
- 10. december: Mark McKoy, kanadsko-avstrijski atlet
- 11. december: Mike Holland, ameriški smučarski skakalec
- 14. december: Peter Sundström, švedski hokejist
- 14. december: Patrik Sundström, švedski hokejist
- 28. december: Borut Petrič, slovenski plavalec
- 30. december: Ben Johnson, kanadski atlet

## Smrti
- 11. april: Alfred »Dutch« Skinner, kanadski profesionalni hokejist (* 1896)
- 25. april: Robert »Rob« Garrett, ameriški atlet (* 1875)
- 3. maj: Richard "Dickie" Boon, kanadski hokejist (* 1878)
- 12. maj: Tony Bettenhausen, ameriški dirkač (* 1916)
- 15. maj: Thomas Gorman, kanadski hokejski trener, funkcionar in igralec lacrossa (* 1886)
- 17. julij: André Morel, francoski dirkač (* 1884)
- 23. avgust: Beals Wright, ameriški tenisač (* 1879)
- 10. september: Wolfgang von Trips, nemški dirkač Formule 1 (* 1928)
- 23. oktober: Aymo Maggi, italijanski dirkač (* 1903)
- 28. oktober: Bruce Stuart, kanadski hokejist (* 1881)
- 25. november: Hubert van Innis, belgijski lokostrelec (* 1866)
- † 1961: Edvard Antosiewicz, slovenski telovadec (* 1902)